# Hillevi Lagerstam
Mary Hillevi Lagerstam (* 9. August 1923 in Kurikka; † 21. Oktober 1998 in Helsinki) war eine finnische Schauspielerin. 

## Leben und Wirken
Mary Hillevi Lagerstam spielte in über dreißig Filmen mit und arbeitete für das Stadttheater Helsinki (Helsingin Kaupunginteatteri) über vierzig Jahre lang. Seit 1958 bis zu ihrem Tod war sie mit dem Schauspieler Esko Mannermaa verheiratet, mit diesem hatte sie 1955 einen Auftritt im Film Nukkekauppias ja kaunis Lilith.

## Auszeichnung
- Jussi 1970: Beste Hauptdarstellerin im Film Takiaispallo[1]

## Filmografie (Auswahl)
- Houkutuslintu (1946)
- Sinut minä tahdon (1949)
- Noita palaa elämään (Gefährlich sind die hellen Nächte) (1952)
- Niskavuoren Heta (Brot vom eigenen Land) (1952)
- Isän vanha ja uusi (1955)
- Minkkiturkki (1961)
- Nuoruus vauhdissa (1961)
- Takiaispallo (1970)
- Lain ulkopuolella (1987)

## Weblink
- Hillevi Lagerstam bei IMDb

| Personendaten    | Personendaten                                |
| ---------------- | -------------------------------------------- |
| NAME             | Lagerstam, Hillevi                           |
| ALTERNATIVNAMEN  | Lagerstam, Mary Hillevi (vollständiger Name) |
| KURZBESCHREIBUNG | finnische Schauspielerin                     |
| GEBURTSDATUM     | 9. August 1923                               |
| GEBURTSORT       | Kurikka                                      |
| STERBEDATUM      | 21. Oktober 1998                             |
| STERBEORT        | Helsinki                                     |